# Sports et Divertissements

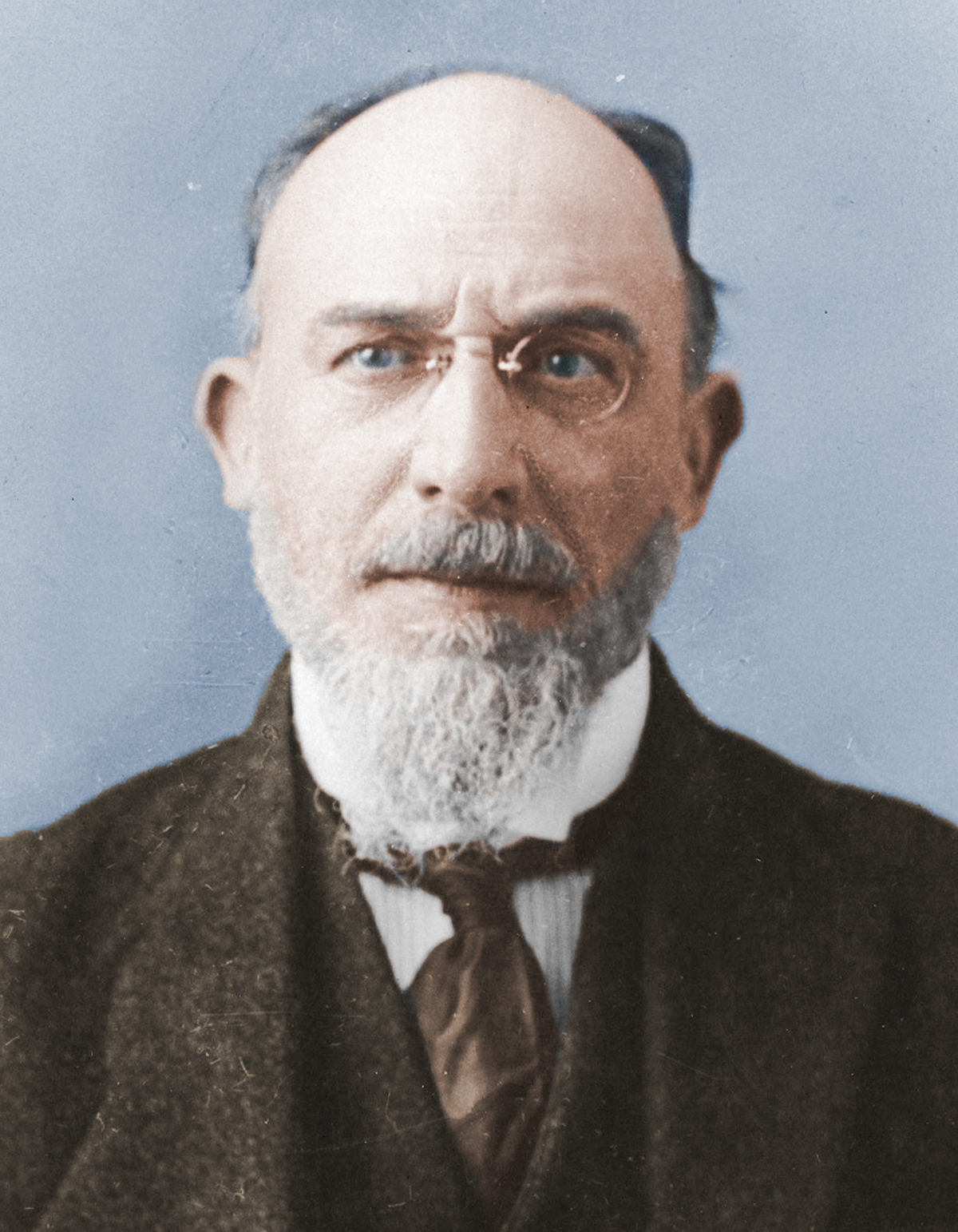
Une photo d'Eric Satie

Sports et Divertissements est un cycle de vingt et une pièces brèves pour piano d'Erik Satie. Composé entre mars et mai 1914, l'ouvrage associe musique et dessins de Charles Martin selon les mots de l'auteur: « cette publication est constituée de deux éléments artistiques : dessin et musique. La partie dessin est figurée par des traits, des traits d'esprit, la partie musique par des points, des points noirs ». Quelques commentaires poétiques ou ironiques du compositeur complètent l'ensemble.

## Structure
1. Choral inappétissant (dédié aux recroquevillés et abêtis)
2. La balançoire
3. La chasse
4. La Comédie-Italienne: dans un style napolitain  avec des remarques de Scaramouche
5. Réveil de la mariée
6. Colin-Maillard
7. La pêche
8. Yachting
9. Bain de mer
10. Carnaval
11. Golf
12. Pieuvre
13. Les courses : coda sur une parodie de la Marseillaise.
14. Quatre-coins
15. Pique-nique
16. Water-chute
17. Tango
18. Traineau
19. Flirt
20. Feux d'artifice
21. Tennis

## Discographie sélective
- Mon ami Satie, « une heure d'humour en compagnie de Claude Piéplu » (récitant), Jean-Pierre Armengaud (piano), Harmonia Mundi, Mandala, MAN 4879, 1991.
- Intégrale de l'œuvre pour piano de Satie par Jean-Joël Barbier BAM
- Intégrale de l'œuvre pour piano de Satie par Aldo Ciccolini EMI

### Ouvrages généraux
- Vladimir Jankélévitch, La Musique et les heures : Satie et le matin, Paris, Seuil, coll. « Points » (no 952), 1988 (1re éd. 1957), 294 p. (ISBN 2-02-010188-2 et 978-2-7578-9907-6), p. 9-70.
- François-René Tranchefort (dir.), Guide de la musique de piano et de clavecin, Paris, Fayard, coll. « Les indispensables de la musique », 1987, 870 p. (ISBN 978-2213016399, BNF 34978617), p. 634

### Monographies
- Ornella Volta, Satie et la danse, Paris, Éditions Plume, 1992, 206 p. (ISBN 978-2-7021-2160-3)